# Моррис, Освальд
Освальд Норман Моррис (англ. Oswald Norman Morris; 22 ноября 1915, Лондон — 17 марта 2014) — английский кинооператор. Известен своим коллегам под прозвищами «Ос» или «Осси». Профессиональная карьера Морриса охватывает шесть десятилетий.

## Биография
Моррис вырос в Мидлсексе (ныне это восточный район Лондона Хиллингдон) и учился в школе Bishopshalt School. Его интерес к кино проявился довольно рано: во время летних каникул он работал киномехаником в местном кинотеатре. В 1932 году попав в киноиндустрию, начав работать на киностудии Wembley Studios в качестве посыльного у Майкла Пауэлла, в конце концов став ассистентом режиссёра (занимался хлопушкой) и в 1935 году помощником оператора. На время войны ему пришлось прервать карьеру, поступив на службу пилотом бомбардировщика Королевских военно-воздушных сил Великобритании. За участие в военных действиях Моррис был удостоен звания лейтенанта и двух орденов: Креста «За выдающиеся лётные заслуги» и Креста Военно-воздушных сил. После окончания службы он присоединился к Pinewood Studios в качестве ассистента Рональда Нима и Дэвида Лина в их компании Cineguild, после чего в 1950 году дебютировал в качестве оператора-постановщика в фильме «Золотая саламандра». Ним высказывался о Моррисе как о величайшем, вероятно, операторе в мире. В ленте Тони Ричардсона «Комедиант» (1960 год), где Моррис был оператором, его имя было использовано в одной из сцен, по ходу которой в радиопередаче упоминается вымышленный «сержант Осси Моррис».
Моррис сотрудничал с режиссёром Джоном Хьюстоном в восьми фильмах, начиная с картины «Мулен Руж» в 1952 году. Несмотря на то, что раньше ему редко приходилось работать с системой Technicolor, он изобрёл много модных эффектов за счёт использования светофильтров, тумана и смелого выбора цветов, за что получил высокую оценку критиков. По итогам 1971 года получил премию «Оскар» за лучшую операторскую работу к ленте «Скрипач на крыше» (также выдвигался за фильмы «Оливер!» и «Виз»). Его брат Реджинальд Герберт Моррис (1918—2004) также был оператором.
В 1997 году удостоен почётной награды Британской киноакадемии, а год спустя стал офицером Ордена Британской империи. В год своего 85-летия получил приз Американского общества кинооператоров за жизненные достижения. В 2006 году опубликовал мемуары Huston, We Have a Problem: A Kaleidoscope of Filmmaking Memories (ISBN 978-0-8108-5706-3).
Моррис умер в своём доме в графстве Дорсет, в возрасте 98-ми лет.

## Стиль
- «Мулен Руж» в цветовой гамме схож с плакатами Анри де Тулуза-Лотрека. Моррис для освещения съёмочной площадки и костюмов использовал искусственные туман и дым и экспериментировал с цветом.[4]
- «Моби Дик» напоминает выцветшие медные гравюры XIX века.[5] Для уменьшения насыщенности цвета Моррис снял фильм через чёрно-белые матрицы с добавлением сплава серебра.[4]
- В «Укрощении строптивой» многие кадры похожи на картины эпохи Возрождения.[4]
- В фильме «Скрипач на крыше» показ деревни Анатовка сопровождается постоянным мерцанием картинки, а музыкальный номер Мечта Тевье показан в цвете сепии (данный эффект удалось получить с помощью натягивания на объектив чулка).[4]
- «Виз» является одним из самых ярких и наиболее контрастных фильмов в истории кино. Это было частично достигнуто за счёт фронтального освещения и частично отражающих костюмов.[4]

## Фильмография
| Фильмы | Фильмы                               | Фильмы                            | Фильмы                     | Фильмы |
| Год    | На русском языке                     | На языке оригинала                | Режиссёр                   | Примечания |
| ------ | ------------------------------------ | --------------------------------- | -------------------------- | --- |
| 1950   | Золотая саламандра                   | Golden Salamander                 | Рональд Ним                | |
| 1950   | Дорога в Каир                        | Cairo Road                        | Дэвид Макдональд           | |
| 1951   | Авантюристы                          | The Adventurers                   | Дэвид Макдональд           | |
| 1951   | Кольцо опасности                     | Circle of Danger                  | Жак Турнёр                 | совместно с Гилбертом Тейлором |
| 1952   | Ловкач                               | The Card                          | Рональд Ним                | |
| 1952   | Субботний остров                     | Saturday Island                   | Стюарт Хейслер             | совместно с Артуром Иббетсоном |
| 1952   | Так мало времени                     | So Little Time                    | Комптон Беннетт            | |
| 1952   | Мулен Руж                            | Moulin Rouge                      | Джон Хьюстон               | Премия Британского общества кинематографистов |
| 1953   | Юг Алжира                            | South of Algiers                  | Джек Ли                    | |
| 1953   | Посрами дьявола                      | Beat the Devil                    | Джон Хьюстон               | |
| 1954   | Месье Рипуа                          | Monsieur Ripois                   | Рене Клеман                | |
| 1954   | Красавчик Браммелл                   | Beau Brummell                     | Кёртис Бернхардт           | |
| 1956   | Человек, которого никогда не было    | The Man Who Never Was             | Рональд Ним                | |
| 1956   | Моби Дик                             | Moby Dick                         | Джон Хьюстон               | Номинация на премию Британского общества кинематографистов                                                                                         |
| 1957   | Прощай, оружие!                      | A Farewell to Arms                | Джон Хьюстон, Чарльз Видор | совместно с Пьеро Порталупи |
| 1957   | Бог знает, мистер Аллисон            | Heaven Knows, Mr. Allison         | Джон Хьюстон               | |
| 1958   | Корни неба                           | The Roots of Heaven               | Джон Хьюстон               | |
| 1958   | Ключ                                 | The Key                           | Кэрол Рид                  | |
| 1959   | Наш человек в Гаване                 | Our Man in Havana                 | Кэрол Рид                  | |
| 1959   | Оглянись во гневе                    | Look Back in Anger                | Тони Ричардсон             | |
| 1960   | Комедиант                            | The Entertainer                   | Тони Ричардсон             | |
| 1961   | Пушки острова Навароне               | The Guns Of Navarone              | Джей Ли Томпсон            | |
| 1962   | Сатана никогда не спит               | Satan Never Sleeps                | Лео Маккэри                | |
| 1962   | Семестр испытаний                    | Term of Trial                     | Питер Гленвилл             | |
| 1962   | Лолита                               | Lolita                            | Стэнли Кубрик              | |
| 1963   | Летим со мной                        | Come Fly with Me                  | Генри Левин                | |
| 1963   | Церемония                            | The Ceremony                      | Лоуренс Харви              | |
| 1964   | Бремя страстей человеческих          | Of Human Bondage                  | Кен Хьюз, Брайан Форбс     | |
| 1964   | Пожиратель тыкв                      | The Pumpkin Eater                 | Джек Клейтон               | Премия BAFTA за лучшую операторскую работу (чёрно-белые фильмы)                                                                                    |
| 1965   | Мистер Моисей                        | Mister Moses                      | Рональд Ним                | |
| 1965   | Битва на вилле Фьорита               | The Battle of the Villa Fiorita   | Делмер Дейвз               | |
| 1965   | Роскошная жизнь                      | Life at the Top                   | Тед Котчефф                | |
| 1965   | Холм                                 | The Hill                          | Сидни Люмет                | Премия BAFTA за лучшую операторскую работу (чёрно-белые фильмы)                                                                                    |
| 1965   | Шпион, пришедший с холода            | The Spy Who Came in from the Cold | Мартин Ритт                | Премия BAFTA за лучшую операторскую работу (чёрно-белые фильмы) Премия Британского общества кинематографистов                                      |
| 1966   | Остановите Землю — я сойду           | Stop the World: I Want to Get Off | Филип Савилл               | совместно с Эд Ди Джулио |
| 1967   | Зимняя сказка                        | The Winter’s Tale                 | Фрэнк Данлоп               | |
| 1967   | Укрощение строптивой                 | The Taming Of The Shrew           | Франко Дзеффирелли         | Премия Британского общества кинематографистов |
| 1967   | Блики в золотом глазу                | Reflections in a Golden Eye       | Джон Хьюстон               | совместно с Альдо Тонти |
| 1968   | Екатерина Великая                    | Great Catherine                   | Гордон Флеминг             | |
| 1968   | Оливер!                              | Oliver!                           | Кэрол Рид                  | Номинация на премию «Оскар» за лучшую операторскую работу                                                                                          |
| 1969   | Прощайте, мистер Чипс                | Goodbye, Mr. Chips                | Герберт Росс               | |
| 1970   | Фрагмент страха                      | Fragment of Fear                  | Ричард Сарафьян            | |
| 1970   | Скрудж                               | Scrooge                           | Рональд Ним                | |
| 1971   | Скрипач на крыше                     | Fiddler on the Roof               | Норман Джуисон             | Премия «Оскар» за лучшую операторскую работу Номинация на премию BAFTA за лучшую операторскую работу Премия Британского общества кинематографистов |
| 1972   | Игра навылет                         | Sleuth                            | Джозеф Лео Манкевич        | Номинация на премию BAFTA за лучшую операторскую работу                                                                                            |
| 1973   | Леди Каролина Лэм                    | Lady Caroline Lamb                | Роберт Болт                | |
| 1973   | Человек-макинтош                     | The MacKintosh Man                | Джон Хьюстон               | |
| 1973   | Дракула (ТВ)                         | Dracula                           | Дэн Кёртис                 | |
| 1974   | Досье ОДЕССА                         | The Odessa File                   | Рональд Ним                | |
| 1974   | Человек с золотым пистолетом         | The Man with the Golden Gun       | Гай Хэмилтон               | совместно с Тедом Муром |
| 1975   | Человек, который хотел стать королём | The Man Who Would Be King         | Джон Хьюстон               | Номинация на премию BAFTA за лучшую операторскую работу                                                                                            |
| 1976   | Критическое решение                  | The Seven-Per-Cent Solution       | Герберт Росс               | |
| 1977   | Эквус                                | Equus                             | Сидни Люмет                | |
| 1978   | Виз                                  | The Wiz                           | Сидни Люмет                | Номинация на премию «Оскар» за лучшую операторскую работу                                                                                          |
| 1980   | Лучше скажи, что ты хочешь           | Just Tell Me What You Want        | Сидни Люмет                | |
| 1981   | Большое кукольное путешествие        | The Great Muppet Cape             | Джим Хенсон                | |
| 1982   | Тёмный кристалл                      | The Dark Crystal                  | Фрэнк Оз, Джим Хенсон      | |